# Majed Abdullah
Majed Ahmed Abdullah (født 11. januar 1959) er en saudiarabisk tidligere professionel fodboldspiller, som spillede som angriber i løbet af sin karriere. Han anses som en af de bedste asiatiske spillere nogensinde, og blev givet kælenavnene 'Arabiens juvel' og 'Ørknens Pelé'.
Han holder rekorden for flest mål scoret for Saudi-Arabiens landshold, for klubben Al-Nassr, hvor han tilbragte hele sin spillerkarriere, og i Saudi Pro League nogensinde.